# Rue Alibert
Rue Alibert (Alibertova ulice) je ulice v Paříži. Nachází se v 10. obvodu.

## Poloha
Ulice vede od Quai de Jemmapes na kanálu Saint-Martin a končí na křižovatce ulic Avenue Claude-Vellefaux a Avenue Parmentier. Ulice je orientována od západu na východ. Za kanálem pokračuje přes otáčivý most ulice Rue Dieu.

## Historie
Ulice během doby nesla více pojmenování: Ruelle Dagouri (1740), Rue Notre-Dame, Ruelle des Postes a Impasse Saint-Louis. Kvůli ministerskému nařízení z 20. října 1802 o minimální délce 10 metrů ulic byla ulice prodloužena k Rue Saint-Maur. V roce 1824 byla pasáž přeměněna na ulici. Královským výnosem ze 6. prosince 1827 o minimální délce ulic 15 metrů byla ulice opět prodloužena a získala současnou podobu. Dne 19. ledna 1840 ulice získala současný název s ohledem na blízkou nemocnici sv. Ludvíka. Jean-Louis Alibert (1768-1837) byl francouzský lékař.
Dne 13. listopadu 2015 během teroristických útoků byl přepaden bar Le Carillon v domě č. 18 a restaurace Le Petit Cambodge v čísle 20.

## Významné stavby
- dům č. 19 patří k nemocnici Saint-Louis, která je chráněná jako historická památka.